# オーストリアの文化
オーストリアの文化（ドイツ語: Österreichische Kultur）は、数世紀にわたってヨーロッパの文化と深く結びつき、国際的に高く評価された数々の成果を上げてきた。
オーストリアでは、あらゆる時代様式において重要な建築物が数多く築かれ、その多くは今ではユネスコの世界遺産に登録されている。18世紀から19世紀にかけて、オーストリアはウィーン古典派の旗の下、欧州音楽の中心地の一つであった。それは数多くの音楽家や作曲家が登場し、今もなお存在する多くのオペラ座、劇場、オーケストラ、そしてニューイヤー・コンサートや音楽祭、カバレーなどを通じて、深遠な音楽の伝統が表現され続けている。
また、オーストリアはウィーンのカフェ文化を始めとした、特有の豊かな料理の伝統にも恵まれている。ワイン醸造や「ホイリゲ」、そして多彩なオーストリア料理に象徴されるように、繊細で味わい深い食文化を有している。さらに、オーストリアの文化は、広義のドイツ地域の文化の一部として、長きにわたりドイツおよび他のドイツ語圏諸国と密接に文化的交流を重ねてきた。